# Cordobesismo
El cordobesismo o peronismo cordobés es un movimiento político variante del peronismo nacido en la provincia de Córdoba, Argentina, que agrupa las principales ideas de José Manuel de la Sota y Juan Schiaretti ―quienes gobernaron alternadamente la provincia entre 1999 y 2023―, así como también de su sucesor Martín Llaryora.
A nivel nacional, formó parte de las coaliciones Unidos por una Nueva Alternativa (2015-2019), Consenso Federal (2019-2023) y Hacemos por Nuestro País (desde 2023).

## Historia
El 12 de julio de 1999, el peronismo cordobés ganó por primera vez una elección provincial desde el regreso a la democracia, en una provincia que durante 12 años fue gobernada por el radical Eduardo Angeloz y por otros 4 por Ramón Mestre. Bajo el nombre de Unión por Córdoba (UpC), José Manuel de la Sota conseguía su primer triunfo.
Luego de la crisis argentina del 2001 y la posterior asunción de Néstor Kirchner como presidente de la Nación, la relación entre el gobierno nacional y provincial fue bastante cercana. Este vínculo se vería afectado en 2008, un año después de la asunción de Juan Schiaretti, tras dos mandatos delasotistas y luego de la "crisis del campo", momento en el que la dirigencia provincial se distanció del kirchnerismo.
El cordobesismo se fue forjando con una identidad propia, tras los tres gobiernos de la Sota y Schiaretti. Sería luego el mismo de la Sota quien volvería a postularse por tercera vez en 2011 y ganaría holgadamente los comicios de ese año. El gobernador electo pronunció las siguientes palabras:

Hoy estamos dando un paso gigante en el sentido correcto, le estamos poniendo nombre a todo esto más grande que estamos haciendo entre todos, aquí y desde Córdoba. Este modelo de crecimiento, que sigue produciendo cambios y transformaciones enormes se llama cordobesismo y nació esta noche aquí. (...) A la Nación le digo lo que ya saben: Cuenten con Córdoba para unir y no para dividir, cuenten con Córdoba para la construcción de un federalismo en serio, para resolver problemas y no para crearlos artificialmente.
José Manuel de la Sota, 7 de agosto de 2011

El peronismo cordobés selló definitivamente su quiebre con el kirchnerismo luego del motín policial de 2013, cuando el gobierno nacional negó la asistencia de seguridad para controlar el caos que dejó un saldo de tres muertos y saqueos en toda la provincia.
La alternancia en el poder de Schiaretti y de la Sota duró 24 años, cuando en 2023 resultó electo el por entonces intendente de la ciudad capital y exintendente de San Francisco, Martín Llaryora. Hasta entonces, el peronismo cordobés había postulado a presidentes a de la Sota en 2015 (perdió la interna contra Sergio Massa, quien finalizó tercero) y Juan Schiaretti en 2023 (quedó en cuarto lugar luego de las PASO).

## Programa político
El cordobesismo se puede resumir en los siguientes postulados:
- Defensa de los intereses provinciales: El peronismo cordobés apuesta a un modelo que termine con las arbitrariedades nacionales que benefician a Buenos Aires por sobre el interior del país.[15]
- Libertad individual con justicia social: Búsqueda del bien común, con un Estado potente pero no omnipotente, que intervenga al mismo tiempo para fortalecer a la sociedad y activar el mercado.[20]
- Mejora de la educación pública: Sostenimiento e impulso de la educación superior y el presupuesto de las universidades públicas, con énfasis en la educación de adultos y jardines de infantes.[21][22]
- Defensa de la producción y el trabajo con superávit fiscal: Fomento y apoyo al aparato productivo con generación de empleo sin caer en el déficit presupuestario.[23]
- Impulso de la obra pública: Recuperación de obras abandonadas[24] y licitación de nueva obra por parte del Estado, independientemente del signo político nacional.[25]
- Participación del sector privado en la gestión pública: Creación de entidades públicas dirigidas por autoridades designadas con influencia del sector privado que promueven la actividad privada mediante políticas como la reducción de impuestos e iniciativas orientadas a atraer inversiones a Córdoba.

## Ideología
El cordobesismo abraza la pluralidad de ideas, la idea de progreso y el federalismo como principales banderas políticas. Cree en la justicia social, el bien común, el fortalecimiento de las provincias y la activación del mercado con Estado presente.
Las gestiones del cordobesismo se destacaron por el bajo empleo público, el promedio salarial docente alto (comparado a nivel nacional), la capacidad para tomar crédito, la matriz productiva diversificada y el impulso de los programas sociales tales como el boleto educativo gratuito, boleto obrero, PAICOR y Plan Primer Empleo, entre otros.
Desde el inicio de la gestión de la Sota en 1999, las gestiones provinciales, tanto de él mismo, como de Schiaretti, consiguieron crear el primer polo de software del país, generando una cuarta estructura productiva en paralelo al agro, a la industria y a la metalmecánica. Fueron propulsores de la infraestructura y de un proceso de reforma educativa, con las "Escuelas PROA", que tienen como misión darles a los sectores que no acceden a una educación privada de calidad una educación pública de avanzada, reducir la tasa de deserción y otorgarles a los chicos de las barriadas titulaciones asequibles al proceso de transformación productiva como en software, programación y tecnicaturas en biotecnología, haciendo de la inversión del Estado el motor que permitiera el desarrollo de procesos de ascenso social.
También se hizo foco en la recuperación de “íconos del abandono”, construcciones inconclusas de los gobiernos de Luis Juez, Daniel Giacomino y Ramón Javier Mestre. De esta forma, se recuperaron la Plaza España, el Teatro Comedia y el edificio del Concejo Deliberante. Igualmente, tanto Martín Llaryora como Daniel Passerini destacaron la gestión radical de Rubén Américo Martí, a quien distinguieron por su política ambiental y de descentralización administrativa con la creación de los CPC. Durante la gestión de Llaryora, se crearon dos Centros de Participación Comunal y se instalaron 13 Centros Operativos.
La descentralización, además de lo administrativo y operativo, también se impulsa en materia de salud pública, con la creación de hospitales y la adquisición de insumos.

## Críticas
El peronismo cordobés fue históricamente foco de críticas desde diversas partes del espectro político. Dentro del peronismo, se critica la hegemonización del partido en la provincia, ignorando otras facciones del Partido Justicialista como el kirchnerismo. Desde fuera del peronismo, también se critica la precarización docente y el bajo cuidado ambiental.
En octubre de 2022, el presidente provisorio de la Legislatura de Córdoba, Oscar González, fue acusado de homicidio culposo tras atropellar a una persona que circulaba en las Altas Cumbres.